# L'Urbanet
L'urbanet forma junto con La Marina Gandiense el transporte urbano de parte del municipio de Gandía. L'urbanet sirve a la ciudad de Gandía y a los barrios de Marchuquera y Marenys de Rafalcaid mientras que La Marina enlaza la ciudad de Gandía con el Grao, la Playa, la localidad de Real de Gandia y la Universidad de la localidad. 
El color característico de la flota de L'urbanet, de color verde claro, permite distinguirlo del amarillo de los autobuses de La Marina. Otra diferencia importante es que la flota de L'urbà está compuesta por microbuses.

## Líneas
Dispone de cuatro líneas identificadas por colores.
| Línea | Cabeceras          | Cabeceras            | Tipo     | Estaciones | Longitud (km) | Viajeros (2017) |
| ----- | ------------------ | -------------------- | -------- | ---------- | ------------- | --------------- |
| 3     | Estación de Gandía | Estación de Gandía   | Microbús | 25         |               |                 |
| 5     | Estación de Gandía | Marenys de Rafalcaíd | Microbús | 11         |               |                 |
| 5     | Estación de Gandía | Marchuquera          | Microbús | 14         |               |                 |

### Línea 3
Esta línea está representada con el color rojo y realiza un trayecto circular por el interior del casco urbano. En momentos puntuales la línea 3 ofrece paradas que no están previstas en el recorrido regular. Algunas de estas paradas son:
- Cementerio (domingos de 09:00 a 13:00).

- Beniopa Centro de menores (laborables de 10:30 a 16:45)

- IES Tirant Lo Blanc (laborables de 07:50a 14:10)

|  |   |  | Parada                             | Conexiones | Otros | Notas                     |
|  | - |  | ---------------------------------- | ---------- | ----- | ------------------------- |
|  | ● |  | Estación de Gandía                 |            |       |                           |
|  | ● |  | Avda. Alicante-Clarisas            |            |       |                           |
|  | ● |  | Ayuntamiento                       |            |       |                           |
|  | ● |  | Pasarela Paseo Germanías           |            |       |                           |
|  | ● |  | Cementerio                         |            |       | Domingos de 09h00 a 13h00 |
|  | ● |  | Pza. San José - Pza. Prado         |            |       |                           |
|  | ● |  | Avda. del Raval                    |            |       |                           |
|  | ● |  | San Cristóbal                      |            |       |                           |
|  | ● |  | Plaza España                       |            |       |                           |
|  | ● |  | Instituto Ausiás March             |            |       |                           |
|  | ● |  | Benicanena- Hospital               |            |       |                           |
|  | ● |  | Ciudad de Laval - Germanías        |            |       |                           |
|  | ● |  | Joan Martorell                     |            |       |                           |
|  | ● |  | Centre de menors (Beniopa)         |            |       | Laborables 10h35 y 10h45  |
|  | ● |  | Centro de Salud de Beniopa         |            |       |                           |
|  | ● |  | Cristo Rey - CEAM                  |            |       |                           |
|  | ● |  | Pza. Elíptica                      |            |       |                           |
|  | ● |  | Repl. Argentina - Seguridad Social |            |       |                           |
|  | ● |  | Pza. Alquería de las Flores        |            |       |                           |
|  | ● |  | Bennissuai                         |            |       |                           |
|  | ● |  | Centro de salud de Corea           |            |       |                           |
|  | ● |  | Instituto Tirant lo Blanch         |            |       | Laborables 07h50 y 14h10  |
|  | ● |  | Centro social de Corea             |            |       |                           |
|  | ● |  | Jardinet - Juan Ramón Jiménez      |            |       |                           |
|  | ● |  | Plaça Exèrcit espanyol (Jardinet)  |            |       |                           |
|  | ● |  | Estación de Gandía                 |            |       |                           |

### Línea 4
Esta línea estaba representada con el color amarillo y conectaba la estación de tren y de autobuses con el nuevo hospital comarcal San Francisco de Borja.  Actualmente esta línea no presta servicio, ya que fue absorbida por la línea 3, la cual va hacia el hospital desde la Avenida de Alicante (o de la pasarela en caso de ser domingo) y sale del mismo hacia la calle Alfaro (o al cementerio en caso de ser domingo). 
|  |   |  | Parada                         | Conexiones | Otros | Notas              |
|  | - |  | ------------------------------ | ---------- | ----- | ------------------ |
|  | ● |  | Estación de Gandía             |            |       | De lunes a viernes |
|  | ● |  | Avda. Alicante - Clarisas      |            |       | De lunes a viernes |
|  | ● |  | Hospital San Francesc de Borja |            |       | De lunes a viernes |

### Línea 5
La línea 5 está dividida en dos líneas. Una que conduce a algunos de los distritos costeros de Gandía: Grao, Venecia y Marenys de Rafalcaíd y otra que conduce a la zonas montañosas, Marchuquera. Se la representa con el color verde claro.  
La primera de las líneas conecta la estación de tren y de autobuses con los barrios marítimos de Marenys de Rafalcaíd, Venecia y el Grao.  
Gandía - Marenys de Rafalcaíd 
|  |   |  | Parada                             | Conexiones | Otros | Notas |
|  | - |  | ---------------------------------- | ---------- | ----- | ----- |
|  | ● |  | Estación de Gandía                 |            |       |       |
|  | ● |  | Avda. de la Mar - Vicent Macip     |            |       |       |
|  | ● |  | Avda. de la Mar - Estrellas Gandía |            |       |       |
|  | ● |  | Germans Gea                        |            |       |       |
|  | ● |  | Marenys - Parc del Migdia          |            |       |       |
|  | ● |  | Venecia - Avda. del puerto         |            |       |       |
|  | ● |  | Centro de Salud del Grao           |            | [ 2 ] |       |
|  | ● |  | Avda. Europa - Austria             |            |       |       |
|  | ● |  | Avda. Europa - Inglaterra          |            |       |       |
|  | ● |  | Centro de Salud de Corea           |            |       |       |

 Gandía - Marchuquera
|  |   |  | Parada                   | Conexiones | Otros | Notas            |
|  | - |  | ------------------------ | ---------- | ----- | ---------------- |
|  | ● |  | Estación de Gandía       |            |       |                  |
|  | ● |  | Parc Sant-Pere Beniopa   |            |       |                  |
|  | ● |  | Hospital                 |            |       |                  |
|  | ● |  | Xauxa                    |            |       |                  |
|  | ● |  | Montepino                |            |       |                  |
|  | ● |  | Montesol                 |            |       |                  |
|  | ● |  | Camí Pinet               |            |       |                  |
|  | ● |  | L'ermita                 |            |       |                  |
|  | ● |  | Barranc Blanc            |            |       |                  |
|  | ● |  | Camí Carril Convent      |            |       |                  |
|  | ● |  | Molló de la Creu         |            |       |                  |
|  | ● |  | Urbanización Santa Marta |            |       | Parada a demanda |
|  | ● |  | Antic Hospital           |            |       |                  |
|  | ● |  | Estación de Gandía       |            |       |                  |

## Horarios
El inicio de servicio de las líneas de L'urbanet durante los días laborables y los sábados es de las 07:00 y finalizan a las 24:00. Los domingos, sin embargo, el servicio no comienza hasta las 09:00.
El intervalo de demora en cada parada es de entre unos 12 y 15 minutos hasta las 21:00. A partir de este momento, se aplica el horario reducido en donde el intervalo aumenta hasta los 30 minutos.
En el caso de la línea 5, al conectar zonas periféricas como lo son Marxuquera y Marenys y no tienen tanta demanda, el servicio se reduce a 5 autobuses diarios en estas líneas

## Tarifas

### Billetes sencillos
|                  | Billete normal | Tarjeta Daurada | Tarjeta estudiante |
| ---------------- | -------------- | --------------- | ------------------ |
| Precio por viaje | 1,05 €         | 0,30 €          | 0,50 €             |

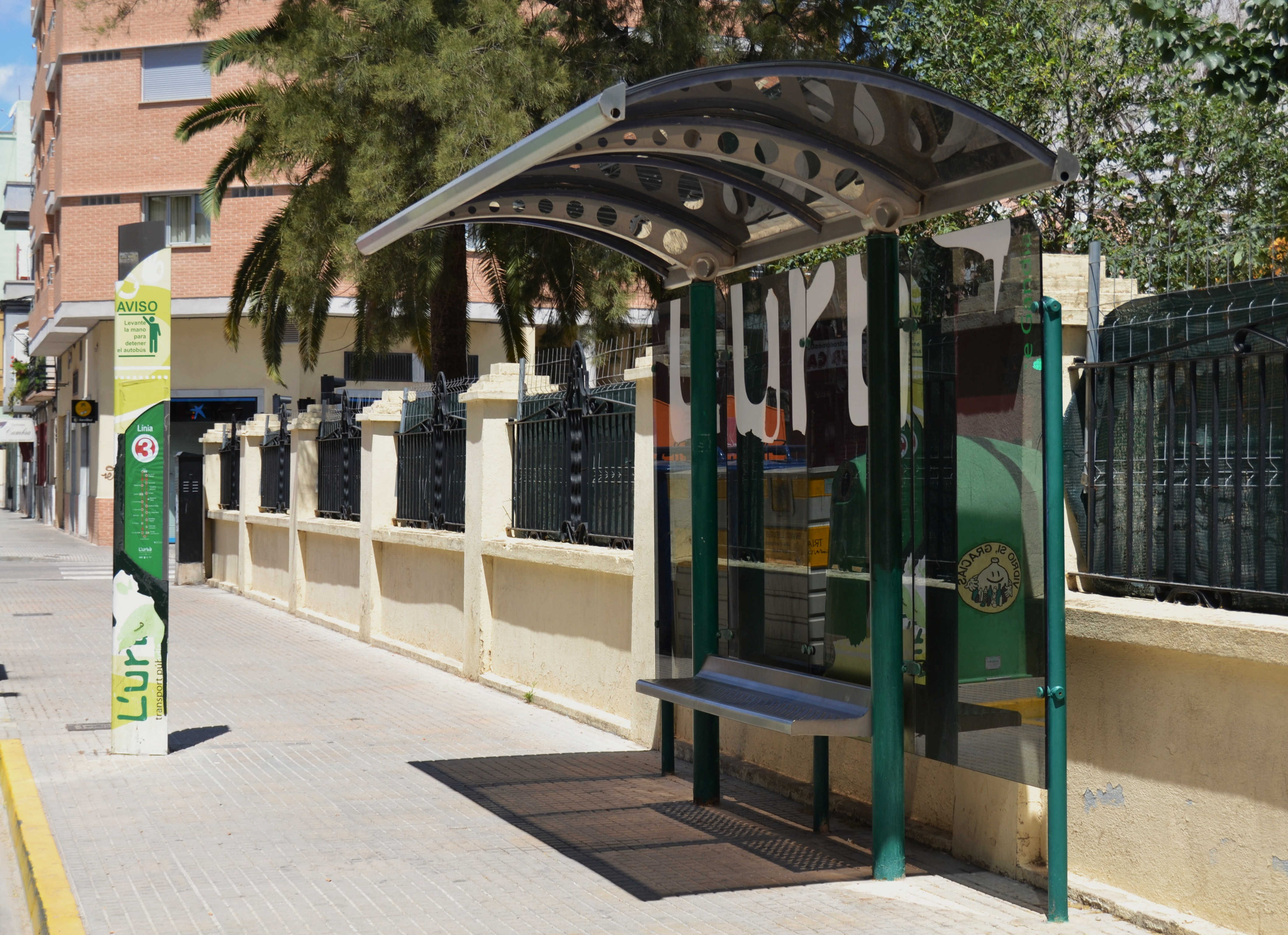
Parada Avda. del Raval de la línea 3 a la altura del CEIP Sant Francesc de Borja.

La Tarjeta Daurada está destinada a los jubilados de 60 años y a las personas con un mínimo de 66 % de discapacidad. 
Los estudiantes pueden beneficiarse de descuentos únicamente los días lectivos.

### Abonos
|           | Bono 10 | Tarjeta 12/35 |
| --------- | ------- | ------------- |
| 10 viajes | 8,00 €  | 7,00 €        |

Los ciudadanos que gocen de una edad comprendida entre los 12 y 35 y posean la tarjeta joven municipal 12:35 pueden beneficiarse también de descuentos en el transporte. 